# 아메리칸 호러 스토리
아메리칸 호러 스토리(American Horror Story)는 2011년 11월 5일부터 FX에서 방영중인 미국의 공포 드라마 시리즈이다. 시즌마다 각기 다른 테마 및 부제를 가진다. 현재 시즌 12까지 방송되었으며, 시즌13까지 계획하고 있다.

## 오프닝 크레딧
카일 쿠퍼(Kyle Cooper)와 그의 회사 '프롤로그 (Prologue)' 제작. 시즌 테마에 맞는 기괴하고 어두운 이미지의 영상들이 짧고 빠르게 지나간다. 본작의 내용과 관련이 있거나 연상케 하는 화면들로 구성되어 있어 스토리를 진행할수록 새롭게 다가온다. 시즌3(Coven)에서 오프닝에선 처음으로 야외장면이 나왔으며, 시즌4(Freak Show)에서는 스톱모션 및 CG가 사용되었고, 시즌5(Hotel)에서는 성경구절이 등장한다. 시즌1,2 촬영은 후안 루이스 안치아(Juan Ruiz Anchia), 편집은 가브리엘 J. 디아즈(Gabriel J. Diaz)가 맡았다. 오프닝 테마는 Cesar Davila-Irizarry와 찰리 크루저(Charlie Clouser) 작곡. 시즌3(Coven)까지는 완벽히 동일하며, 시즌4(Freak Show)부터 기존의 곡이 변형되어 쓰인다. 타이틀 로고에 사용된 폰트는 CRMFontCo의 'Rennie Mackintosh', ' CRM American Horror'.

## 시즌 1: 저주받은 집 (2011)
Murder House 2011.10.05 ~ 2011.12.21

### 출연

#### 메인 캐릭터
- 코니 브리튼 - 비비안 하몬 (Vivien Harmon)
- 딜런 맥더못 - 벤 하몬 (Dr. Ben Harmon)
- 테이사 파미가 - 바이올렛 하몬 (Violet Harmon)
- 에번 피터스 - 테이트 (Tate Langdon)
- 제시카 랭 - 콘스탄스 랭던 (Constance Langdon)
- 데니스 오 헤어 - 래리 하비 (Larry Harvey)

#### 그 외
- 프랜시스 콘로이 - 모이라 오하라 (Moira O'Hara)
- 알렉산드라 브레킨리지 - 젊은 모이라 오하라 (Young Moira O'Hara)
- 케이트 마라 - 헤이든 맥클레인 (Hayden McClaine)
- 제이미 브루어 - 애들레이드 랭던 (Adelaide Langdon - Addie)
- 재커리 퀸토 - 채드 워윅 (Chad Warwick) *게이
- 릴리 레이브 - 노라 몽고메리 (Nora Montgomery)
- 맷 로스 - 초대 집주인, 찰스 몽고메리 (Dr. Charles Montgomery)
- 레베카 위소키 - 로레인 하비 (Lorraine Harvey)
- 세라 폴슨 - 영매, 빌리 딘 하워드 (Billie Dean Howard)
- 크리스틴 에스타브룩 - 부동산 업자, 마시 (Marcy)
- 모리스 체스트넛 - 보안 업체 직원, 루크 (Luke)
- 테디 시어스 - 게이 파트너, 패트릭 (Patrick)
- 쉘비 영 - 레아 (Leah) * 학교 첫 날 시비걸던 애
- 마이클 그라지아데이 - 콘스탄스의 젊은 애인 (Travis Wanderley)
- 벤 울프 - 지하실 괴물 (Thaddeus Montgomery / The Infantata)
- 에릭 클로스 - 휴고 랭던 (Hugo Langdon)
- 에릭 스톤스트리트 - 벤 하몬의 환자 역 (Derrick) *6화 특별출연

### 에피소드
| 전체 번호 | 시즌 번호 | 제목                  | 감독               | 작가                     | 본 방송 날짜     | 시청자 수 (100만) |
| --------- | --------- | --------------------- | ------------------ | ------------------------ | ---------------- | ----------------- |
| 1         | 1         | "Pilot"               | 라이언 머피        | 라이언 머피, 브래드 팔척 | 2011년 10월 5일  | 3.18              |
| 2         | 2         | "Home Invasion"       | 알폰소 고메즈-레종 | 라이언 머피, 브래드 팔척 | 2011년 10월 12일 | 2.46              |
| 3         | 3         | "Murder House"        | 브래들리 버커      | 제니퍼 솔트              | 2011년 10월 19일 | 2.59              |
| 4         | 4         | "Halloween (Part 1)"  | 데이빗 세멜        | 제임스 웡                | 2011년 10월 26일 | 2.96              |
| 5         | 5         | "Halloween (Part 2)"  | 데이빗 세멜        | 팀 미니어                | 2011년 11월 2일  | 2.74              |
| 6         | 6         | "Piggy Piggy"         | 마이클 어펜달      | 제시카 샤저              | 2011년 11월 9일  | 2.83              |
| 7         | 7         | "Open House"          | 팀 헌터            | 브래드 팔척              | 2011년 11월 16일 | 3.06              |
| 8         | 8         | "Rubber Man"          | 미구엘 아테타      | 라이언 머피              | 2011년 11월 23일 | 2.81              |
| 9         | 9         | "Spooky Little Girl"  | 존 스콧            | 제니퍼 솔트              | 2011년 11월 30일 | 2.85              |
| 10        | 10        | "Smoldering Children" | 마이클 레만        | 제임스 웡                | 2011년 12월 7일  | 2.54              |
| 11        | 11        | "Birth"               | 알폰소 고메즈-레종 | 팀 미니어                | 2011년 12월 14일 | 2.59              |
| 12        | 12        | "After birth"         | 브래들리 버커      | 제시카 샤저              | 2011년 12월 21일 | 3.22              |

## 시즌 2: 정신병자 수용소(2012-13)
Asylum 2012.10.17 ~ 2013.01.23
한국 케이블 채널 FX에서 블러디 페이스 : 연쇄살인마라는 제목으로 13.10.21부터 방송된 바 있다.

### 출연

#### 메인 캐릭터
- 제시카 랭 - 수녀 주드, 주디 (Sister Jude Martin)
- 릴리 레이브 - 수녀 메리 유니스 (Sister Mary Eunice McKee)
- 세라 폴슨 - 라나 윈터스 (Lana Winters)
- 재커리 퀸토 - 올리버 스레드슨 박사 (Dr. Oliver Thredson)
- 조지프 파인스 - 몬시뇨르 티모시 하워드 (Monsignor Timothy Howard)
- 제임스 크롬웰 - 아서 아든 박사 (Dr. Arthur Arden)
- 에번 피터스 - 킷 워커 (Kit Walker)
- 리지에 브로체레 - 그레이스 (Grace Bertrand)

#### 그 외
- 클로이 세버니 - 셸리 (Shelley)
- 나오미 그로스맨 - 페퍼 (Pepper)
- 이언 맥셰인 - 산타 살인마, 리 에머슨 (Leigh Emerson)
- 클리어 듀발 - 웬디 (Wendy Peyser)
- 브리트니 올드포드 - 알마 (Alma Walker)
- 프랜시스 콘로이 - 죽음의 천사 (Shachath: The Angel of Death)
- 애덤 리바인 - 레오 (Leo Morrison)

### 에피소드
| 전체 번호 | 시즌 번호 | 제목                         | 감독               | 작가        | 본 방송 날짜     | 시청자 수 (100만) |
| --------- | --------- | ---------------------------- | ------------------ | ----------- | ---------------- | ----------------- |
| 13        | 1         | "Welcome to Briarcliff"      | 브래들리 버커      | 팀 미니어   | 2012년 10월 17일 | 3.85              |
| 14        | 2         | "Tricks and Treats"          | 브래들리 버커      | 제임스 웡   | 2012년 10월 24일 | 3.06              |
| 15        | 3         | "Nor'easter"                 | 마이클 어펜달      | 제니퍼 솔트 | 2012년 10월 31일 | 2.47              |
| 16        | 4         | "I Am Anne Frank (Part 1)"   | 마이클 어펜달      | 제시카 샤저 | 2012년 11월 7일  | 2.65              |
| 17        | 5         | "I Am Anne Frank (Part 2)"   | 알폰소 고메즈-레종 | 브래드 팔척 | 2012년 11월 14일 | 2.78              |
| 18        | 6         | "The Origins of Monstrosity" | 데이빗 세멜        | 라이언 머피 | 2012년 11월 21일 | 1.89              |
| 19        | 7         | "Dark Cousin"                | 마이클 라이머      | 팀 미니어   | 2012년 11월 28일 | 2.27              |
| 20        | 8         | "Unholy Night"               | 마이클 레만        | 제임스 웡   | 2012년 12월 5일  | 2.36              |
| 21        | 9         | "The Coat Hanger"            | 제레미 포데스와    | 제니퍼 솔트 | 2012년 12월 12일 | 2.22              |
| 22        | 10        | "The Name Game"              | 마이클 레만        | 제시카 샤저 | 2013년 1월 2일   | 2.21              |
| 23        | 11        | "Spilt Milk"                 | 알폰소 고메즈-레종 | 브래드 팔척 | 2013년 1월 9일   | 2.51              |
| 24        | 12        | "Continuum"                  | 크레이그 지스크    | 라이언 머피 | 2013년 1월 16일  | 2.30              |
| 25        | 13        | "Madness Ends"               | 알폰소 고메즈-레종 | 팀 미니어   | 2013년 1월 23일  | 2.29              |

## 시즌 3: 마녀 집회 (2013-14)
Coven 2013.10.09 ~ 2014.01.29

### 출연

#### 메인 캐릭터
- 제시카 랭 - 피오나 구드 (Fiona Goode)
- 세라 폴슨 - 코딜리아 폭스 (Cordelia Foxx)
- 릴리 레이브 - 미스티 데이 (Misty Day)
- 테이사 파미가 - 조이 벤슨 (Zoe Benson)
- 엠마 로버츠 - 매디슨 몽고메리 (Madison Montgomery)
- 프랜시스 콘로이 - 머틀 스노우 (Myrtle Snow)
- 캐시 베이츠 - 델핀 라로리 (Marie Delphine LaLaurie)
- 에번 피터스 - 카일 스펜서 (Kyle Spencer)
- 데니스 오 헤어 - 집사, 스플래딩 (Spalding)

#### 그 외
- 제이미 브루어 - 낸 (Nan)
- 가보리 시디베 - 퀴니 (Queenie)
- 앤절라 바셋 - 마리 라보(Marie Laveau)
- 알렉산드라 브레킨리지 - 케일리 (Kaylee)
- 메어 위닝햄 - 알리시아 스펜서 (Alicia Spencer)
- 패티 루폰 - 조안 램지 (Joan Ramsey) *옆집 기독교인
- 알렉산더 드레이먼 - 루크 램지 (Luke Ramsey)

### 에피소드
| 전체 번호 | 시즌 번호 | 제목                                   | 감독               | 작가                     | 본 방송 날짜     | 시청자 수 (100만) |
| --------- | --------- | -------------------------------------- | ------------------ | ------------------------ | ---------------- | ----------------- |
| 26        | 1         | "Bitchcraft"                           | 알폰소 고메즈-레종 | 라이언 머피, 브래드 팔척 | 2013년 10월 9일  | 5.54              |
| 27        | 2         | "Boy Parts"                            | 마이클 라이머      | 팀 미니어                | 2013년 10월 16일 | 4.51              |
| 28        | 3         | "The Replacements"                     | 알폰소 고메즈-레종 | 제임스 웡                | 2013년 10월 23일 | 3.78              |
| 29        | 4         | "Fearful Pranks Ensue"                 | 마이클 어펜달      | 제니퍼 솔트              | 2013년 10월 30일 | 3.71              |
| 30        | 5         | "Burn, Witch. Burn!"                   | 제레미 포데스와    | 제시카 샤저              | 2013년 11월 6일  | 3.80              |
| 31        | 6         | "The Axeman Cometh"                    | 마이클 어펜달      | 더글라스 페트리          | 2013년 11월 13일 | 4.16              |
| 32        | 7         | "The Dead"                             | 브래들리 버커      | 브래드 팔척              | 2013년 11월 20일 | 4.00              |
| 33        | 8         | "The Sacred Taking"                    | 알폰소 고메즈-레종 | 라이언 머피              | 2013년 12월 4일  | 4.07              |
| 34        | 9         | "Head"                                 | 하워드 도이치      | 팀 미니어                | 2013년 12월 11일 | 3.94              |
| 35        | 10        | "The Magical Delights of Stevie Nicks" | 알폰소 고메즈-레종 | 제임스 웡                | 2014년 1월 8일   | 3.49              |
| 36        | 11        | "Protect the Coven"                    | 브래들리 버커      | 제니퍼 솔트              | 2014년 1월 15일  | 3.46              |
| 37        | 12        | "Go to Hell"                           | 알폰소 고메즈-레종 | 제시카 샤저              | 2014년 1월 22일  | 3.35              |
| 38        | 13        | "The Seven Wonders"                    | 알폰소 고메즈-레종 | 더글라스 페트리          | 2014년 1월 29일  | 4.24              |

## 시즌 4: 프릭 쇼 (2014-15)
Freak Show 2014.10.08 ~ 2015.01.21

### 에피소드
| 전체 번호 | 시즌 번호 | 제목                        | 감독               | 작가                     | 본 방송 날짜     | 시청자 수 (100만) |
| --------- | --------- | --------------------------- | ------------------ | ------------------------ | ---------------- | ----------------- |
| 39        | 1         | "Monsters Among Us"         | 라이언 머피        | 라이언 머피, 브래드 팔척 | 2014년 10월 8일  | 6.13              |
| 40        | 2         | "Massacres and Matinees"    | 알폰소 고메즈-레종 | 팀 미니어                | 2014년 10월 15일 | 4.53              |
| 41        | 3         | "Edward Mordrake (Part 1)"  | 마이클 어펜달      | 제임스 웡                | 2014년 10월 22일 | 4.44              |
| 42        | 4         | "Edward Mordrake (Part 2)"  | 하워드 도이치      | 제니퍼 솔트              | 2014년 10월 29일 | 4.51              |
| 43        | 5         | "Pink Cupcakes"             | 마이클 어펜달      | 제시카 샤저              | 2014년 11월 5일  | 4.22              |
| 44        | 6         | "Bullseye"                  | 하워드 도이치      | 존 J. 그레이             | 2014년 11월 12일 | 3.65              |
| 45        | 7         | "Test of Strength"          | 안소니 헤밍웨이    | Crystal Liu              | 2014년 11월 19일 | 3.91              |
| 46        | 8         | "Blood Bath"                | 브래들리 버커      | 라이언 머피              | 2014년 12월 3일  | 3.30              |
| 47        | 9         | "Tupperware Party Massacre" | 로니 페리스테어    | 브래드 팔척              | 2014년 12월 10일 | 3.07              |
| 48        | 10        | "Orphans"                   | 브래들리 버커      | 제임스 웡                | 2014년 12월 17일 | 2.99              |
| 49        | 11        | "Magical Thinking"          | 마이클 고이        | 제니퍼 솔트              | 2015년 1월 7일   | 3.11              |
| 50        | 12        | "Show Stoppers"             | 로니 페리스테어    | 제시카 샤저              | 2015년 1월 14일  | 2.94              |
| 51        | 13        | "Curtain Call"              | 브래들리 버커      | 존 J. 그레이             | 2015년 1월 21일  | 3.27              |

## 시즌 5: 호텔 (2015-16)
Hotel 2015.10.07 ~ 2016.01.13

### 에피소드
| 전체 번호 | 시즌 번호 | 제목                          | 감독            | 작가                     | 본 방송 날짜     | 시청자 수 (100만) |
| --------- | --------- | ----------------------------- | --------------- | ------------------------ | ---------------- | ----------------- |
| 52        | 1         | "Checking In"                 | 라이언 머피     | 라이언 머피, 브래드 팔척 | 2015년 10월 7일  | 5.81              |
| 53        | 2         | "Chutes and Ladders"          | 브래들리 버커   | 팀 미니어                | 2015년 10월 14일 | 4.06              |
| 54        | 3         | "Mommy"                       | 브래들리 버커   | 제임스 웡                | 2015년 10월 21일 | 3.20              |
| 55        | 4         | "Devil's Night"               | 로니 페리스테어 | 제니퍼 솔트              | 2015년 10월 28일 | 3.04              |
| 56        | 5         | "Room Service"                | 마이클 고이     | 네드 마르텔              | 2015년 11월 4일  | 2.87              |
| 57        | 6         | "Room 33"                     | 로니 페리스테어 | 존 J. 그레이             | 2015년 11월 11일 | 2.64              |
| 58        | 7         | "Flicker"                     | 마이클 고이     | Crystal Liu              | 2015년 11월 18일 | 2.64              |
| 59        | 8         | "The Ten Commandments Killer" | 로니 페리스테어 | 라이언 머피              | 2015년 12월 2일  | 2.31              |
| 60        | 9         | "She Wants Revenge"           | 마이클 어펜달   | 브래드 팔척              | 2015년 12월 9일  | 2.14              |
| 61        | 10        | "She Gets Revenge"            | 브래들리 버커   | 제임스 웡                | 2015년 12월 16일 | 1.85              |
| 62        | 11        | "Battle Royale"               | 마이클 어펜달   | 네드 마르텔              | 2016년 1월 6일   | 1.84              |
| 63        | 12        | "Be Our Guest"                | 브래들리 버커   | 존 J. 그레이             | 2016년 1월 13일  | 2.24              |

## 시즌 6: 로어노크 (2016)
2016.09.14 ~ 2016.11.16

## 시즌 7: 컬트 (2017)
2017.09.05 ~ 2017.11.14

## 시즌 12: 델리케이트 (2023)